# Карапетян, Рубен Миртадович
Рубен Миртадович Карапетян (22 июня 1935, Ахалцих — 25 июля 2021, Москва) — советский и российский учёный в области теории автоматического управления, организатор научных исследований и педагог, полковник, доктор технических наук (1987), профессор (1988), почётный работник высшего профессионального образования РФ (1998),

## Биография
Родился в семье учителей в 1935 году, после окончания 9 класса средней школы поступил в Ереванскую специальную школу военно-воздушных сил.
Военную службу начал в 1954 году слушателем ВВИА им. Н. Е. Жуковского, затем проходил службу в качестве начальника команды, инженера-конструктора 129-го завода в г. Балашове, инженера полка по АО 626 УВП, адъюнкта ВВИА им. Н. Е. Жуковского (работал под руководством академика РАН А. А. Красовского).
В течение 24 лет проходил службу в Рижском ВВАИУ в качестве преподавателя, старшего преподавателя, начальника кафедры. После демобилизации из рядов Вооружённых Сил СССР (в звании полковника) в течение двух лет работал в качестве профессора Рижского ВВАИУ, Рижского КИИ ГА и Рижского ПИ.
С 1993 года преподавал в Тамбовском ВВАИУ на кафедрах: вычислительной техники и автоматики и автоматизированных систем управления. В должности профессора кафедры работал более десяти лет до 2005 года.
Проводил занятия для адъюнктов и курсантов по дисциплинам «Теория автоматического управления и регулирования», «Радиоавтоматика».

## Научные достижения
Под руководством Рубена Миртадовича защитили кандидатские диссертации 20 человек, в ТВВАИУРЭ — 6 человек. Опубликовано более 100 научных трудов, разработано более 60 изобретений, подготовлено более 20 учебных и учебно-методических пособий. Им разработаны эффективные методы синтеза систем автоматического управления (методы модального синтеза), оценки параметров состояния динамических систем, идентификации параметров математических моделей.
Одна из разработанных лабораторных установок отмечена серебряной медалью ВДНХ СССР. Руководил постоянно действующим в ТВВАИУРЭ семинаром по методам системного анализа.
С 1995 по 2005 год являлся членом диссертационного совета училища. За активную учебную и научную работу Pубен Карапетян награждён орденом «Красной звезды», медалью «За боевые заслуги», многочисленными ценными подарками и грамотами.
Запатентовал систему управления самолёта снабжённого канардами, которая позволяет снизить величины несбалансированного момента самолёта в режиме продольного плоскопараллельного смещения.